# Peter Brady (Musiker)
Peter Brady (* 6. Juli 1929 in Toronto, Kanada; † 23. Oktober 2018) war ein US-amerikanischer Jazzsänger.

## Leben und Wirken
Brady wuchs in Indiana und North Carolina auf; er studierte Medizin an der Indiana University und trat bereits während seiner Schulzeit als Sänger in Nachtclubs in Chicago auf. 1962 legte er das Album How the West Was Swung bei RCA vor; die Musik hatte Bob Florence arrangiert, der auch das Studioorchester mit Musikern aus der Tonight Show Band und dem Woody Herman Orchestra leitete. Brady interpretierte auf dem Album Western- und Filmsongs wie „Along the Navajo Trail“, Cole Porters „Don’t Fence Me In“ und Johnny Mercers „I’m An Old Cowhand (From The Rio Grande)“. Bradys zweites und letztes Album entstand, als Capitol Records einen Nachfolger für den zuvor unter Vertrag stehenden Frank Sinatra suchte, als dieser 1960 das Label Reprise Records gründete.
Unter Leitung und mit den Arrangements von Marty Paich und Shorty Rogers nahm Brady 1963 für Capitol die LP An Exciting New Voice on the Move auf, die 1965 erschien und auf der Brady Jazzstandards sang wie „As Time Goes By“, „For All We Know“,  „Something Happens to Me“ und als Singleauskopplung  „The Masquerade Is Over“. Brady trat in dieser Zeit in den Fernsehshows von Ed Sullivan, Merv Griffin und in The Tonight Show auf. Als sich das Interesse der Capitol-Produzenten im Zuge der Erfolge von Popbands wie The Beatles und den Beach Boys weg von Sängern im Sinatra-Stil verlagerte, endete seine Verbindung zu Capitol Records. In den folgenden Jahren trat Brady in Nachtclubs und Hotels, u. a. im Sahara Hotel in Las Vegas auf.